# (111570) Ágasvár
(111570) Ágasvár, désignation internationale (111570) Agasvar, est un astéroïde de la ceinture principale.

## Description
(111570) Agasvar est un astéroïde de la ceinture principale. Il fut découvert le 11 janvier 2002 à Piszkesteto par Krisztián Sárneczky et Zsuzsanna Heiner. Il présente une orbite caractérisée par un demi-grand axe de 3,11 UA, une excentricité de 0,05 et une inclinaison de 1,3° par rapport à l'écliptique.

## Compléments